# Latata (песня)
Latata (стилизуется как LATATA) — дебютный сингл, записанный южнокорейской гёрл-группы (G)I-DLE, из их дебютного мини-альбома I Am. Сингл был выпущен
2 мая 2018 года Cube Entertainment и был распространён Kakao M. Он был написан участницей группы Соён, которая также продюсировала песню вместе с Big Sancho. Клип на песню также был выпущен 2 мая. Первая победа (G)I-DLE с песней они выиграли на музыкальном шоу SBS MTV 22 мая 2018 года. Вторую победу они получили на M Countdown.
Японская версия была выпущена вместе с дебютном японским мини-альбомом Latata, 31 июля 2019 года. 12 июля был выпущен видеоклип на японскую версию.
Английская версия была выпущена 15 мая 2019 года.

## Коммерческий успех
«Latata» не смогла войти в Gaon Digital Chart в первую неделю, но вошла в диаграмму загрузки компонентов под номером 68, достигнув пика на номер 8 на следующей неделе. На второй неделе песня дебютировала под номером 35 в цифровом чарте Gaon как «горячая» песня и достигла пика под номером 16 две недели спустя. Он также вошёл под номером 66 на потоковом графике componing и достиг пика под номером 23 на следующей неделе. Песня вошла под номером 4 в социальном чарте Гаона и поднялась до номера 3 на следующей неделе.
В Соединённых Штатах песня вошла на 11 строчке в чарте Billboard World Digital Songs и поднялась до 4 строчки на следующей неделе, продав 1000 копий, что сделало её самой продаваемой песней K-pop на неделе 10 мая. Песня была продана 3000 копий в Америке по состоянию на август 2018 года.
«Latata» занимает 37-е место в топ-100 по итогам 2018 года.
3 февраля музыкальное видео «Latata» превысило 100 миллионов объединённых просмотров на официальном музыкальном видео, загруженного на канале 1theK и на официальном канале (G)-dle.

## Победы
| Критик/Публикация | Лист                                                               | Ранг | Ссылки |
| ----------------- | ------------------------------------------------------------------ | ---- | ------ |
| HK01              | 20 Must Listen to K-Pop Songs of 2018                              | 3    | [ 10 ] |
| Hypable           | 10 great K-Pop songs from 2018 to add to your end-of-year playlist | н/д  | [ 11 ] |
| PAPER             | PAPER’s Top 20 K-Pop Songs of 2018                                 | 14   | [ 12 ] |
| SBS               | Top 100 Asian pop songs of 2018                                    | 38   | [ 13 ] |
| KultScene         | 25 Best K-pop Songs Of 2018                                        | 15   | [ 14 ] |

| Программа          | Дата         | Ссылки |
| ------------------ | ------------ | ------ |
| The Show (SBS MTV) | 22 мая, 2018 | [ 1 ]  |
| The Show (SBS MTV) | 29 мая, 2018 | [ 15 ] |
| M Countdown (Mnet) | 24 мая, 2018 | [ 2 ]  |

## Чарты
| Чарты (2018)                       | Пиковые позиции |
| ---------------------------------- | --------------- |
| South Korea (Gaon Digital Chart)   | 12              |
| US World Digital Songs (Billboard) | 4               |